# Psoralea subulata
Psoralea subulata är en ärtväxtart som beskrevs av Benjamin Franklin Bush. Psoralea subulata ingår i släktet Psoralea och familjen ärtväxter. Inga underarter finns listade i Catalogue of Life.